# Психо (албум)
Психо је трећи студијски албум соло каријере певачице Ане Кокић. Албум је издат 2011. године за издавачку кућу Гранд продукција на CD-у.

## Списак песама
| №  | Назив                        | Трајање |  |
| 1. | Психо                        | 3:37    |  |
| 2. | Идемо на све                 | 3:46    |  |
| 3. | Још сам жива                 | 4:02    |  |
| 4. | Безимена                     | 3:33    |  |
| 5. | Још те сањам                 | 3:38    |  |
| 6. | Дођи ми                      | 3:52    |  |
| 7. | Ја нисам ни прва ни последња | 3:55    |  |
| 8. | Ако љубав нестане            | 3:49    |  |
| 9. | Идемо на све (DJ Version)    | 5:36    |  |